# الولاءات (فلم 1933)
الولاءات (بالإنجليزية: Loyalties) فيلم جريمة بريطاني، عُرض عام 1933، من إخراج باسل دين وتمثيل باسل راثبون، هيذر تاتشر، ميلز ماندر.

## روابط خارجية
- مقالات تستعمل روابط فنية بلا صلة مع ويكي بيانات